# Hans Engnestangen

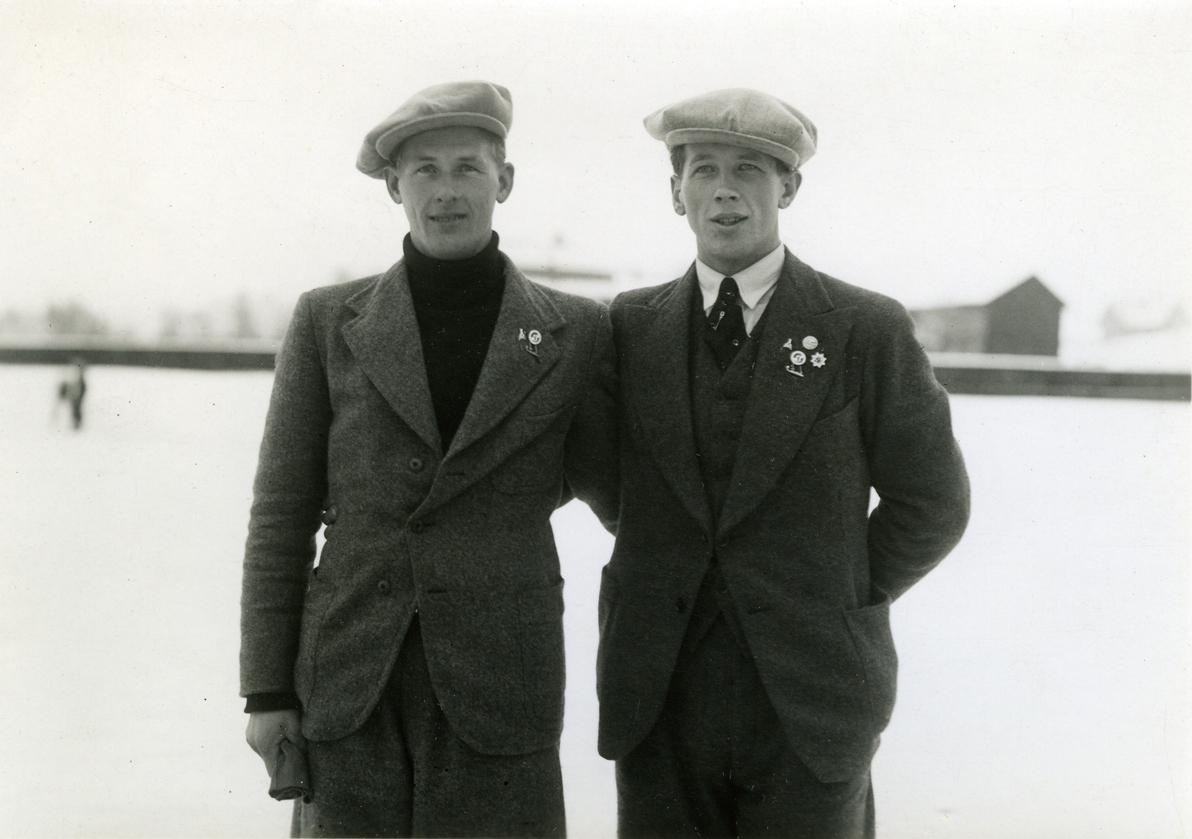
Engnestangen (till vänster) tillsammans med Michael Staksrud.

Hans Engnestangen, född 28 mars 1908 i Brandbu och död 9 maj 2003 i Jevnaker, var en norsk hastighetsåkare på skridskor. Han deltog i Lake Placid 1932 på 500 meter, 1 500 meter och på 10 000 meter. Han deltog även fyra år senare i Garmisch-Partenkirchen 1936 på 500 meter och på 1 500 meter. Han kvalificerade sig inte till final under något lopp. Under andra världskriget samarbetade han med nazisterna vilket ledde till två års fängelse efter kriget.